# 1862
Промислова революція •  Національно-визвольні рухи • Робітничий рух •  Колоніальні імперії •  Рісорджименто •  Громадянська війна у США.

## Геополітична ситуація
У Росії царює імператор Олександр II (до 1881). Російській імперії належить більша частина України, значна частина Польщі, Грузія, Закавказзя, Фінляндія, Аляска. Україну розділено між двома державами — Королівство Галичини та Володимирії належить Австрії, Правобережжя, Лівобережжя та Крим — Російській імперії.
В Османській імперії султана Абдул-Меджида I змінив Абдул-Азіз (до 1876). Під владою османів перебувають Близький Схід та Єгипет, Середземноморське узбережжя Північної Африки, Болгарія. Васалами османів є Сербія та Боснія, Волощина та Молдова.
В Австрійській імперії править Франц-Йосиф I (до 1916). Імперія охоплює, крім власне австрійських земель, Угорщину з Хорватією, Трансильванію, Богемію, Північну Італію. На троні Пруссії — Фрідріха-Вільгельма IV змінив Вільгельм I (до 1888). Королівство Баварія очолює Максиміліан II (до 1864). Австрія, Пруссія, Баварія та інші німецькомовні держави об'єднані в Німецький союз.
У Франції править Наполеон III Бонапарт (до 1870). Франція має колонії в Алжирі, Карибському басейні, Південній Америці та Індії. На троні Іспанії сидить Ізабелла II (до 1868). Королівству Іспанія належать частина островів Карибського басейну, Філіппіни. У Португалії править Луїш I (до 1889). Португалія має володіння в Африці, Індії, Індійському океані й Індонезії.
У Великій Британії триває Вікторіанська епоха — править королева Вікторія (до 1901). Британія має колонії в Північній Америці, на Карибах та в Індії. Королівство Нідерланди очолює Віллем III (до 1890). Король Данії та Норвегії — Фредерік VII (до 1863), на шведському сидить Карл XV (до 1872). Королівство Італія, очолює Віктор Емануїл II (до 1878). Існує Папська держава з центром у Римі.
Бразильську імперію очолює Педру II (до 1889). Посаду президента США займає Авраам Лінкольн, від США відколися Конфедеративні Штати Америки, почалася Громадянська війна. Територія на півночі північноамериканського континенту, Провінції Канади, належить Великій Британії, територія на півдні континенту — Мексиці.
В Ірані при владі Каджари. Владу над Індостаном утримує Британська корона. У Бірмі править династія Конбаун, у В'єтнамі — династія Нгуєн. У Китаї володарює Династія Цін, триває Тайпінське повстання. У Японії триває період Едо.

## Події

### В Україні
- Павло Чубинський написав вірш «Ще не вмерла Україна», який в майбутньому стане національним, а згодом і державним Гімном українського народу.
- Журнал «Основа» припинив існування.

### У світі
- 1 січня Британія анексувала Лагос.
- 6 січня почалася французька інтервенція в Мексику.
- 6 лютого генерал Улісс Грант приніс Півночі першу перемогу в битві за форт Генрі.
- 22 березня уряд об'єднаної Італії та Сан-Марино підписують угоду про незалежність Сан-Марино та співдружність двох держав.
- 25 квітня сили Союзу окупували Новий Орлеан.
- 20 травня президент США Авраам Лінкольн підписав Акт про гомстеди.
- 5 червня підписано Сайгонський договір, за яким Кохінхіна стала французькою колонією.
- 6 червня відбулася Перша битва при Мемфісі, внаслідок якої конфедерати втратили фактично весь річковий флот.
- 10 вересня Франсіско Солано Лопес став президентом Парагваю.
- 22 вересня президент США Авраам Лінкольн видав прокламацію про визволення з 1 січня 1863 року всіх рабів у штатах, що перебували під контролем Конфедерації.
- 22 вересня Отто фон Бісмарк став міністром-перезидентом Пруссії.
- У Китаї створена Хуайська армія.
- 29 вересня Отто фон Бісмарк виголосив промову «Залізом та кров'ю».
- 23 жовтня короля Греції Оттона скинули з трону.

### У суспільному житті
- У Фінляндії прокладена перша залізнична лінія Гельсінкі — Гяменліна.
- В Алжирі побудована перша залізниця.
- У Бангладеші побудована перша залізнична лінія Дарсан — Джагати
- У Лондоні відбулася Всесвітня виставка 1862.
- Відкрився Вестмінстерський міст.
- Президент США Авраам Лінкольн оголосив проєкт будівництва Першої трансконтинентальної залізниці
- Відкрився Віденський міський парк.

### У науці
- Спостереження першого відомого людству білого карлика
- Александер Паркс продемонстрував перший синтетичний полімер.
- Александр Бородін описав реакцію нуклеофільного заміщення.

### У мистецтві
- Віктор Гюго опублікував роман «Знедолені».
- Гюстав Флобер видав роман «Саламбо».
- Відбулася прем'єра опери Джузеппе Верді «Сила долі».

### У спорті
- Відбулися перші змагання зі стрибків з трампліна.

## Народились
Див. також: Категорія:Народились 1862
- 23 лютого — Сидоренко Євген Матвійович, революціонер-народник, член «Народної Волі».
- 28 березня — Бріан Арістид, французький політичний і державний діяч.
- 14 квітня — Столипін Петро Аркадійович, російський державний діяч, реформатор.
- 2 липня — Брегг Вільям Генрі, англійський фізик, основоположник рентгеноструктурного аналізу.
- 22 серпня — Дебюссі Клод, французький композитор-імпресіоніст.
- 29 серпня — Метерлінк Моріс, бельгійський письменник.
- 11 вересня — О. Генрі, американський письменник.
- 27 вересня — Бота Луїс, перший прем'єр-міністр Південно-Африканського Союзу.

## Померли
- 18 січня — Джон Тайлер, американський політичний діяч, 10-й президент США (1841—1845)
- 3 квітня — Джеймс Росс, англійський полярний дослідник

Див. також: Категорія:Померли 1862